# Staatspolizeistelle Dessau
Die Anhaltische Politische Polizei (Geheime Staatspolizei) Dessau wurde als „besondere Abteilung des Staatsministeriums“ erst am 29. März 1934 zum Zweck der „einheitlichen Bekämpfung aller staatsfeindlichen Bestrebungen innerer und äußerer Feinde“ gebildet. Sie war zuständig für das Land Anhalt (bis 1934 Freistaat Anhalt). Am 1. Oktober 1936 wurde die „Anhaltische Politische Polizei (Geheime Staatspolizei) Dessau“ durch den Runderlass zur Neuordnung der Reichskriminalpolizei in Staatspolizeistelle Dessau umbenannt. Mit Wirkung vom 1. Juli 1941 wurde sie der Staatspolizeileitstelle Magdeburg unterstellt und besaß seither nur noch den Status einer Außendienststelle. Sie wurde mit dem Ende der Zeit des Nationalsozialismus im Jahre 1945 aufgelöst.

## Aufgaben
Zum „Geschäftsbereich“ der Geheimen Staatspolizei in Dessau gehörten die „Erforschung aller staatsgefährlichen politischen Bestrebungen, […] Sammlung und Auswertung des Ergebnisses, Bekämpfung der genannten Bestrebungen, Vornahme der erforderlichen Eingriffe in das Brief-, Post-, Telegraphen- und Fernsprechgeheimnis, Anordnung oder etwaige Bestätigung der Schutzhaft, […] Verbot von periodischen Druckschriften und Beschränkungen des Eigentums […], Erörterung der Fälle von Hochverrat, […] Landesverrat, […] Spionage […].“

## Leitung
Im Gegensatz zu Preußen blieb die Gestapo in Anhalt bis zum Jahr 1937 formal dem Anhaltischen Staatsminister Alfred Freyberg unterstellt, das heißt Freyberg war de jure zugleich Leiter der Gestapo. De facto führte jedoch seit ihrer Gründung 1934 Otto Sens (* 14. April 1898 in Dessau) die Anhaltische Politische Polizei beziehungsweise die Staatspolizeistelle Dessau.